# Хлорофлекси
Хлорофлекси (Chloroflexi) — тип бактерій, які отримують енергію за допомогою фотосинтезу. Вони складають більшу частину зелених не-сіркових бактерій, проте деякі класифіковані окремо як Thermomicrobia. Chloroflexi названі на честь свого зеленого пігменту, звичайно знайденого у фотосинтетичних тілах, хлоросомах.
Chloroflexi звичайно волокнисті і можуть пересуватися за допомогою бактеріального ковзання. Вони — факультативні аероби, але не виробляють кисень через фотосинтез, і мають інший метод фіксації вуглецю ніж решта фотосинтетичних бактерій. Філогенетичні дерева указують, що вони мали окреме походження.